# Château de Beaufort (Malleret)
Pour les articles homonymes, voir Château de Beaufort.
Le château de Beaufort est situé au lieu-dit Beaufort, sur la commune de Malleret-Boussac (non loin de Boussac), dans le département de la Creuse, région Nouvelle-Aquitaine, en France.

### pages externes
- Photo du château dans la première moitié du XXe siècle